# Serranus socorroensis
Serranus socorroensis är en fiskart som beskrevs av Allen och Robertson 1992. Serranus socorroensis ingår i släktet Serranus och familjen havsabborrfiskar. IUCN kategoriserar arten globalt som sårbar. Inga underarter finns listade i Catalogue of Life.